# Uherský Brod
Uherský Brod (Duits: Ungarisch Brod) is een Tsjechische stad in de regio Zlín, en maakt deel uit van het district Uherské Hradiště.
Uherský Brod telt 17.533 inwoners.
Naarden in de provincie Noord-Holland is de zusterstad van Uherský Brod omdat de befaamde pedagoog Jan Amos Comenius, afkomstig uit Nivnice nabij Uherský Brod, in de Waalse kerk in Naarden begraven ligt.
Uherský Brod herbergt de wapenfabrikant Česká Zbrojovka Uherský Brod.
Op 24 februari 2015 vond er een schietpartij plaats in een café in Uherský Brod. Daarbij vielen, inclusief de schutter, 9 doden. De schutter was een oudere man met psychische problemen.

## Sport
De voetbalclub ČSK Uherský Brod speelt haar thuiswedstrijden in Uherský Brod

## Geboren in Uherský Brod
- Jan Amos Comenius (Jan Amos Komenský) (1592-1670), begraven in Naarden

Babice ·
Bánov ·
Bílovice ·
Bojkovice ·
Boršice u Blatnice ·
Boršice ·
Břestek ·
Březolupy ·
Březová ·
Buchlovice ·
Bystřice pod Lopeníkem ·
Částkov ·
Dolní Němčí ·
Drslavice ·
Hluk ·
Horní Němčí ·
Hostějov ·
Hostětín ·
Hradčovice ·
Huštěnovice ·
Jalubí ·
Jankovice ·
Kněžpole ·
Komňa ·
Korytná ·
Kostelany nad Moravou ·
Košíky ·
Kudlovice ·
Kunovice ·
Lopeník ·
Medlovice ·
Mistřice ·
Modrá ·
Nedachlebice ·
Nedakonice ·
Nezdenice ·
Nivnice ·
Ořechov ·
Ostrožská Lhota ·
Ostrožská Nová Ves ·
Osvětimany ·
Pašovice ·
Pitín ·
Podolí ·
Polešovice ·
Popovice ·
Prakšice ·
Rudice ·
Salaš ·
Slavkov ·
Staré Hutě ·
Staré Město ·
Starý Hrozenkov ·
Strání ·
Stříbrnice ·
Stupava ·
Suchá Loz ·
Sušice ·
Svárov ·
Šumice ·
Topolná ·
Traplice ·
Tučapy ·
Tupesy ·
Uherské Hradiště ·
Uherský Brod ·
Uherský Ostroh ·
Újezdec ·
Vápenice ·
Vážany ·
Velehrad ·
Veletiny ·
Vlčnov ·
Vyškovec ·
Záhorovice ·
Zlámanec ·
Zlechov ·
Žítková